# Boltonia
Boltonia é um género botânico pertencente à família Asteraceae.